# Hank Stratton
Hank Stratton (1 november 1961, Los Angeles) is een Amerikaanse acteur.

## Carrière
Stratton begon in 1987 met acteren in de televisieserie Perfect Strangers. Hierna heeft hij nog meerdere rollen gespeeld in televisieseries en films zoals Silk Stalkings (1994-1998), Gun Shy (2000), American Dreams (2004) en The Unit (2008-2009).
Stratton is ook actief in het theater, in 1994 speelde hij als Ben in de musical Lady in the Dark. In 1997 speelde hij als artiest in de musical Elaborate Lives in New York, in 1999 speelde hij als Clifford Bradshaw in Cabaret in een nationale tournee en in 2000 speelde hij als Bert Jefferson in de theaterstuk The Man Who Came to Dinner op Broadway.

## Filmografie

### Films
Uitgezonderd korte films.
- 2007 Love's Unending Legacy – als pastor Joe
- 2000 Gun Shy – als Josh
- 1997 The Second Civil War – als Blaine Gorman
- 1995 Wounded Heart – als Darren Connally
- 1993 Attack of the 50 Ft. Woman – als co-piloot
- 1993 Money for Nothing – als Yuppie
- 1992 A Child Lost Forever: The Jerry Sherwood Story – als Robert Jurgens
- 1991 Murder in New Hampshire: The Pamela Wojas Smart Story – als Greg Smart
- 1988 Demonwarp – als Fred Proctor
- 1987 Tales from the Hollywood Hills: A Tabled at Ciro's – als jonge acteur
- 1987 The Man Who Fell to Earth – als ober

### Televisieseries
Uitgezonderd eenmalige gastrollen.
- 2008 – 2009 The Unit – als Isaac Reed – 7 afl.
- 2004 American Dreams – als Donald Norville – 8 afl.
- 1999 – 2000 Family Law – als mr. Parker – 2 afl.
- 1995 Deadly Games – als Chip Bradley – 2 afl.
- 1993 Tales of the City – als Robert – 2 afl.